# エチニルエストラジオール
エチニルエストラジオール（Ethinylestradiol、EE）はエストロゲン薬で、プロゲスチンと組み合わせて避妊薬として広く使用されている。過去には、更年期障害、婦人科疾患、ホルモン感受性の高い癌など、様々な適応症で広く使用されていた。通常は経口で服用する。パッチや膣内リングとしても使用される。
EEの一般的な副作用には、乳房の圧痛や肥大、頭痛、体液貯留、嘔気などがある。男性の場合、EEは更に乳房の発達、女性化、性腺機能低下、性機能障害を引き起こす可能性がある。稀ではあるが重篤な副作用として、血栓、肝障害、子宮体癌などがある。
EEは、エストロゲン（エストラジオール等）の生物学的標的であるエストロゲン受容体の作動薬である。EEは、天然のエストロゲンであるエストラジオールの合成誘導体であり、エストラジオールとは様々な点で異なる。EEはエストラジオールと比較して、経口投与時の生物学的利用能が大幅に向上しており、代謝され難く、肝臓や子宮など特定の部位での効果が比較的高くなっている。これらの違いにより、EEはエストラジオールよりも避妊薬への使用に適しているが、血栓やその他の稀な副作用のリスクが高くなることもある。
EEは1930年代に開発され、1943年に医療用として導入された。1960年代には避妊薬に使用されるようになった。今日、EEは殆ど全ての合剤型避妊薬に含まれており、この目的の為に使用されるほぼ唯一のエストロゲンであり、最も広く使用されているエストロゲンの1つとなっている。

## 効能・効果

### 単剤
- 前立腺癌
- 閉経後の末期乳癌（男性ホルモン療法に抵抗を示す場合）

### レボノルゲストレル合剤
- 避妊
- 月経困難症

### ノルゲストレル合剤
- 機能性子宮出血
- 月経困難症、月経周期異常（稀発月経、頻発月経）、過多月経、子宮内膜症、卵巣機能不全

### デソゲストレル合剤
- 避妊

### ノルエチステロン合剤
- 月経困難症

### ドロスピレノン合剤
- 子宮内膜症に伴う疼痛の改善
- 月経困難症

EEには多くの用途がある。高用量（0.15～3.0mg/日）で前立腺癌や閉経後乳癌の治療に、低用量（0.02～0.05mg/日）で月経困難症や避妊等に用いられる。
最も頻用される用途は、性交後の妊娠を防ぐ為の経口避妊薬（COC）である。EEは、妊娠を防ぐ為だけでなく、無月経、月経中の症状、ニキビの治療にも使用される。
また、EEは更年期のホルモン療法としても使用される。更年期の女性にホルモン補充療法（HRT）を使用する主な理由は、火照り、寝汗、紅潮などの一般的な血管運動性の症状を緩和する事である。エストロゲンを補充すると、プラセボと比較してこれらの症状が改善されることが研究で判っている。他にも、膣の乾燥（性交時の痛みの原因となる）、膣の痒み、憂鬱な気分など、一般的な更年期障害の症状はHRTによって改善される。
EEは、女性の性腺機能低下症の治療、女性の骨粗鬆症の予防にも使用され、男性の前立腺癌や女性の乳癌の緩和ケアとしても使用されている。
EEまたはエストロゲン単独投与は、子宮内膜癌のリスクが高まる為、子宮の有る女性には禁忌であるが、プロゲストーゲンとエストロゲンを併用することでリスクを軽減する事が出来る。

## 警告・禁忌

### 警告
ドロスピレノン合剤のみ、血栓症について致死的な経過を辿る事があるとの警告が記載されている。

### 禁忌
単剤は抗癌剤であるのに対して、合剤は慢性疾患の治療またはQOLの向上を目的とする製剤であるので、禁忌の内容は両者で大きく異なる。
1. ↑  抗癌剤は致命的疾患からの延命を目的とするので、ある程度のリスクは許容されるが、QOL向上を目的とする場合は、小さなリスクでも許容され難い。

#### 単剤
- エストロゲン依存性悪性腫瘍（乳癌、子宮内膜癌等）およびその疑いのある患者
- 血栓性静脈炎、肺塞栓症またはその既往歴のある患者
- 未治療の子宮内膜増殖症のある患者

#### 合剤
- 製剤成分に対し過敏性素因のある女性(1)(3)(4)
- エストロゲン依存性悪性腫瘍（乳癌、子宮内膜癌等）、子宮頸癌およびその疑いのある患者(1)(3)(4)
- エストロゲン依存性悪性腫瘍（乳癌、子宮内膜癌等）およびその疑いのある患者(2)
- 診断の確定していない異常性器出血のある患者(1)(2)(3)(4)
- 血栓性静脈炎、肺塞栓症、脳血管障害、冠動脈疾患またはその既往歴のある患者(1)(3)(4)
- 血栓性静脈炎、肺塞栓症またはその既往歴のある患者(2)
- 35歳以上で1日15本以上の喫煙者(1)(4)
- 前兆（閃輝暗点、星型閃光等）を伴う片頭痛の患者(1)(3)(4)
- 肺高血圧症または心房細動を合併する心臓弁膜症の患者、亜急性細菌性心内膜炎の既往歴のある心臓弁膜症の患者(1)(3)(4)
- 血管病変を伴う糖尿病患者（糖尿病性腎症、糖尿病性網膜症等）(1)(3)(4)
- 血栓性素因のある女性(1)(3)(4)
- 抗リン脂質抗体症候群の患者(1)(3)(4)
- 手術前4週以内、術後2週以内、産後4週以内および長期間安静状態の患者(1)(3)(4)
- 重篤な肝障害のある患者(1)(2)(3)(4)
- 肝腫瘍のある患者(1)(3)(4)
- 脂質代謝異常のある患者(1)(2)(3)(4)
- 高血圧のある患者（軽度の高血圧の患者を除く）(1)(3)(4)
- 耳硬化症（英語版）の患者(1)(3)(4)
- 前回の妊娠中に悪化した耳硬化症の既往歴のある患者(2)
- 妊娠中に黄疸、持続性瘙痒症または妊娠ヘルペスの既往歴のある患者(1)(3)(4)
- 前回妊娠中に黄疸または持続性瘙痒症の既往歴のある患者(2)
- 妊娠ヘルペスの既往歴のある患者(2)
- 妊婦または妊娠している可能性のある女性(1)(2)(3)(4)
- 授乳婦(1)(3)(4)
- 骨成長が終了していない可能性がある女性(1)(3)(4)
- 鎌状赤血球貧血のある患者(2)
- デュビン・ジョンソン症候群、ローター症候群の患者(2)
- オムビタスビル水和物・パリタプレビル水和物・リトナビル配合剤を投与中の患者(3)
- 重篤な腎障害または急性腎障害のある患者(4)

(1) レボノルゲストレル合剤、ノルエチステロン合剤
(2) ノルゲストレル合剤
(3) デソゲストレル合剤
(4) ドロスピレノン合剤

## 副作用
重大な副作用は、下記の通りである。

### 単剤
- 血栓症
- 心不全、狭心症

### 合剤
- 血栓症（四肢、肺、心、脳、網膜等）
- アナフィラキシー[※ 1]

1. ↑  ノルエチステロン合剤のみ

副作用の重症度は、EEの投与量および投与経路によって異なる。EEの一般的な副作用は、他のエストロゲンと同様で、乳房圧痛、頭痛、体液貯留（腫脹）、嘔気、眩暈、体重増加などである。経口避妊薬のエストロゲン成分（殆どがEE）は、乳房圧迫感や膨満感を引き起こす可能性がある。男性の場合、EEには、女性化乳房（乳房の発達）、女性化、性腺機能低下、不妊症、性機能障害（性欲減退、勃起不全など）等の副作用がある。200μg/日の経口EEによる高用量エストロゲン療法を3ヶ月以上受けた男性では、98％に女性化が起こり、42～73％に性欲減退が発生した。

## 薬理学

### 抗アンドロゲン作用および抗性腺刺激作用

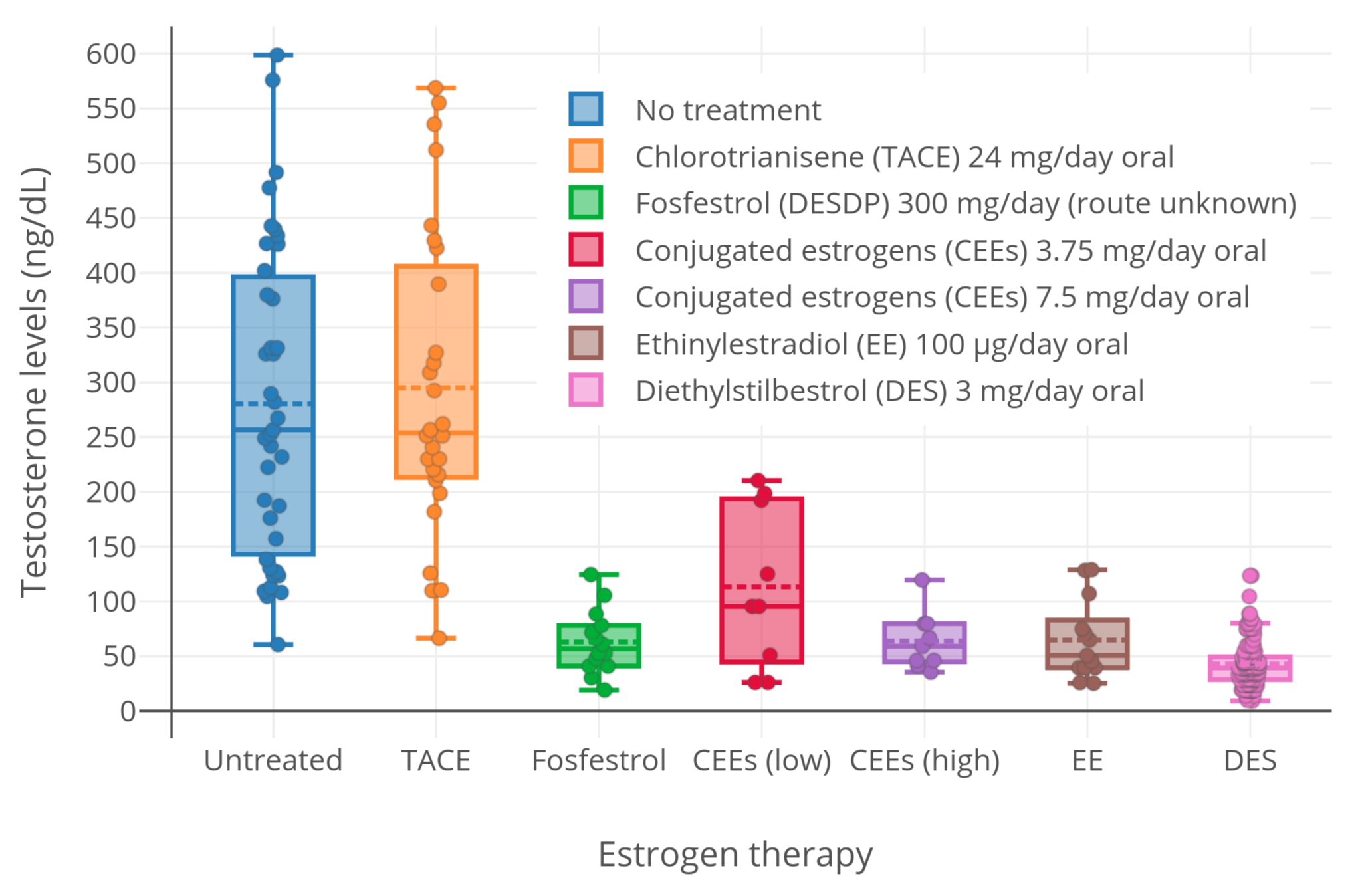
男性前立腺癌患者における無治療時および各種エストロゲン投与時のテストステロン値。測定には初期の放射免疫測定（RIA）を用いた。

EEは、女性と男性の両方に強力な機能性抗アンドロゲン作用を示す。EEの抗アンドロゲン作用は、1）肝臓における性ホルモン結合グロブリン（SHBG）の産生を促進し、血中のテストステロンの遊離濃度と生理活性濃度を低下させる、2）下垂体からの黄体形成ホルモン（LH）の分泌を抑制し、性腺からのテストステロンの産生を低下させる、というものである。EEを含む避妊薬は、抗アンドロゲン作用により、面皰や多毛症などのアンドロゲン依存性疾患の治療に有用である。
EEを含む避妊薬は、女性の循環SHBGレベルを2～4倍に増加させ、遊離テストステロン濃度を40～80％低下させる事が知られている。高用量のEEを含む避妊薬は、女性のSHBGレベルを5〜10倍にも増加させる。これは、妊娠中に起こるSHBGレベルの5〜10倍の増加に類似している。SHBGレベルの顕著な増加の為、EEを含む避妊薬の治療中は遊離テストステロンレベルが非常に低くなる。男性では、比較的低用量の20μg/日のEEを5週間投与したところ、循環SHBGレベルが150％上昇し、それに伴う遊離テストステロンレベルの低下により、循環総テストステロンレベルが50％上昇したという研究結果がある（アンドロゲンによる視床下部-下垂体-性腺軸への負のフィードバックが減少する事による性腺テストステロン産生のアップレギュレーションによる）。EEによる肝SHBG産生促進作用は、エストラジオール等の他のエストロゲンに比べて遥かに強く、これはEEが肝臓での不活性化に対する抵抗性が高いので、肝臓での作用が不均衡になっている為である。
エストロゲンは抗性腺刺激ホルモン作用を持つ物質であり、脳下垂体からのLHおよびFSHの分泌を抑制し、ひいては性腺のテストステロン産生を抑制する事が出来る。EEを含む高用量エストロゲン療法は、男性のテストステロンレベルを約95％、つまり去勢／女性の範囲まで抑制出来る。術前のトランスジェンダー女性のホルモン療法に必要なEEの投与量は50～100μg/日である。この高用量は、特に40歳以上では深部静脈血栓症（VTE）の発生率が高く、使用すべきではないと言われている。男性の前立腺癌の治療に用いられるEEの投与量は、150～1,000μg/日（0.15～1.0mg/日）である。EEの投与量50μgを1日2回（合計100μg/日）投与すると、男性のテストステロン値を3mg/日のジエチルスチルベストロール経口投与と同等に抑制できる事が判明している。これは、テストステロン値を去勢域まで安定して抑制するために必要なジエチルスチルベストロールの最小投与量である。女性におけるEEの排卵抑制量は、プロゲスチンと併用しない単独投与で100μg/日となっている。しかし、20μg/日の投与量で約75～90％、50μg/日の投与量で約97～98％の排卵抑制効果がある事が判っている。また、別の試験では、50μg/日のEE用量で25.2%に排卵が生じた。
また、EEは低用量でも抗性腺刺激ホルモン作用は顕著である。15µg/日のEEという「非常に低い」投与量は、男性のLHおよびテストステロンレベルの抑制に必要な「境界線」の量とされており、30µg/日のEEの投与量で男性のLHおよびテストステロンレベルが「確実に」抑制されたという研究結果もある。しかし、他の臨床試験では、20µg/日のEEで男性のテストステロン値が50％上昇し（前述）、32µg/日および42µg/日のEEの投与量で男性のFSH値が抑制されたが、LH値には有意な影響が見られなかった。男性では、エチニルエストラジオール50μgとノルゲストレル0.5mgの複合経口避妊薬を9日間連日投与したところ，より強いテストステロン値の抑制が認められた。しかし、テストステロン値を抑制する成分としては、プロゲスチンの方が重要である事が判明した。つまり、COCのプロゲスチン成分は、女性の排卵を抑制する主な役割を担っていると考えられる。20μg/日のEEと10mg/日のメチルテストステロンの組み合わせは、男性のFSH分泌を精子形成を停止するのに充分な程度まで抑制することが明らかになった。女性を対象とした研究では、閉経後の女性において、50μg/日のEEがLHおよびFSHレベルをともに約70％抑制する事が知られている。
EEは、抗性腺刺激ホルモン作用に加えて、高濃度では副腎によるアンドロゲン産生を著しく抑制する。ある研究では、トランスジェンダー女性に100μg/日の高用量のEEを投与したところ、循環血中の副腎性アンドロゲンレベルが27〜48％抑制されたという。この事から、エストロゲンによるアンドロゲンレベルの抑制の増強にEEが寄与していると考えられる。

### 肝臓でのタンパク質合成に及ぼす影響
EEは、低用量でも、投与経路に無関係に、肝臓のタンパク質合成に顕著な影響を与える。これらの効果はエストロゲン活性によって齎される。EEは投与量に依存して性ホルモン結合グロブリン（SHBG）、コルチコステロイド結合グロブリン（CBG）、チロキシン結合グロブリン（TBG）の血中濃度を上昇させ、その他の広範な肝タンパク質にも影響を与える。EEは、1μg/日という低用量でトリグリセリド値に影響を与え、2.5μg/日という低用量でLDLおよびHDLコレステロール値に影響を与える。EEは、5μg/日という低用量で、いくつかの肝たんぱく質に影響を与える。20μg/day以上の投与量では、肝臓のタンパク質合成に対するEEの影響の増加分は連続的に小さくなる。
EEを5μg/日投与した場合、閉経後の女性のSHBGレベルは100％上昇し、20μg/日投与した場合は200％上昇する事が知られている。アンドロゲンは肝臓でのSHBG産生を低下させるため、EEのSHBG上昇効果に対抗することが判っている。この事は、COCに使用されている多くのプロゲスチンが、程度の差こそあれ弱いアンドロゲン活性を有することを考慮すると、特に関連性が高いと言える。20μg/日のEEと比較的アンドロゲン活性の高いプロゲスチンである0.25mg/日のレボノルゲストレルの組み合わせはSHBG値を50％低下させ、30μg/日のEEと0.25mg/日のレボノルゲストレルはSHBG値に影響を及ぼさず、30μg/日のEEと0.15mg/日のレボノルゲストレルはSHBG値を30％上昇させ、EEとレボノルゲストレルを含む三相性COCはSHBG値を100〜150％上昇させた。また、30μg/日のEEと、レボノルゲストレルよりもアンドロゲン作用が比較的弱いプロゲスチンである150μg/日のデソゲストレルの組み合わせは、SHBG値を200％上昇させ、35μg/日のEEと、強力な抗アンドロゲン作用を持つプロゲスチンである2mg/日の酢酸シプロテロンの組み合わせは、SHBG値を400％上昇させた。この様に、COCに含まれるプロゲスチンの種類と量は、SHBG値に対するEEの効果を強力に調整する。
10μg/日のEEはCBGレベルを50％増加させ、20μg/日のEEは100％増加させる事が知られている。プロゲステロン誘導体であるプロゲスチンはCBG値に影響を及ぼさず、19-ノルテストステロン誘導体のようなアンドロゲン性プロゲスチンはCBG値に弱い影響しか及ぼさない。COCは、CBGレベルを100〜150％増加させる可能性がある。EEは、5μg/日の投与でTBGレベルを40％増加させ、20μg/日の投与で60％増加させる事が判っている。プロゲステロン誘導体であるプロゲスチンはTBG値に影響を与えないが、アンドロゲン活性を有するプロゲスチンはTBG値を低下させる可能性がある。中等度のアンドロゲン活性を有するプロゲスチンであるノルエチステロン1mg/日と30μg/日のEEの組み合わせは、TBG値を50～70％増加させ、30μg/日のEEと150μg/日のデソゲストレルの組み合わせは、TBG値を100％増加させる事が判明している。

## 相互作用
EEは、CYP3A4やCYP2C9などの特定のシトクロムP450アイソフォームによって代謝される。従って、CYP3A4等の酵素の誘導剤は、EEの循環血中濃度を低下させる事が出来る。誘導剤の例としては、フェニトイン、プリミドン、エトスクシミド、フェノバルビタール、カルバマゼピンの様な抗痙攣薬、フルコナゾールのようなアゾール系抗真菌薬、リファンピシンの様なリファマイシン系抗生物質が挙げられる。逆に、CYP3A4を始めとするシトクロムP450酵素の阻害剤は、EEの循環濃度を上昇させる可能性がある。一例として、CYP3A4の強力かつ高選択的な阻害剤であるトロレアンドマイシンがある。
アセトアミノフェンは、EEの硫酸化を競合的に阻害する事が知られており、女性において、アセトアミノフェン1,000mgの前処理を行うと、EEのAUC値が有意に増加（22％）し、エチニルエストラジオール硫酸エステルのAUC値が減少した。また、アスコルビン酸（ビタミンC）とEEについても同様の結果が得られているが、相互作用の有意性は疑わしいとされている。
エストラジオールとは対照的に、喫煙（特定のシトクロムP450酵素を強力に誘導し、エストラジオールの2-水酸化を顕著に増加させる）とEEの間に薬物動態学的な相互作用があるとは考えられない。これは、エストラジオールとEEが異なるシトクロムP450酵素で代謝されることを示唆している。しかし、喫煙と他のエストロゲンの場合と同様に、喫煙とEEでは心血管合併症のリスクが増加する。
EEは、CYP1A2、CYP2B6、CYP2C9、CYP2C19、CYP3A4等、幾つかのシトクロムP450酵素を阻害する事が知られており、CYP2A6の誘導剤となる可能性もある。その結果、他の多くの薬剤の代謝および濃度に影響を与える可能性を有する。既知の相互作用の例としては、ブプロピオン、カフェイン、メフェニトイン、ミダゾラム、ニコチン、ニフェジピン、オメプラゾール、プロプラノロール、プログアニル、セレギリン、テオフィリン、チザニジン等が挙げられる。最も注目すべき相互作用の一つは、CYP2B6およびCYP2C19の基質であるセレギリンの濃度をEEが強く増加させることである。また、EEはグルクロン酸抱合を誘導し、硫酸化を変化させる可能性がある。EEはグルクロン酸化されることが知られている様々な薬剤のクリアランスを増加させ、濃度を低下させる事が判明している。例えば、クロフィブラート、ラモトリギン、ロラゼパム、オキサゼパム、プロプラノロール等である。
また、EEと併用される事の多いプロゲスチンは、シトクロムP450酵素を阻害する事が知られており、EEを含む避妊薬との薬物相互作用の一因にもなっている。例えば、ゲストデン、デソゲストレル、エトノゲストレルは、CYP3A4阻害剤、CYP2C19阻害剤である。また、これらのプロゲスチンは、EE自体の代謝を徐々に阻害し、濃度を上昇させる事が知られている。

## 生態学的影響
廃水にはEEを含む様々なエストロゲンが含まれており、廃水処理の過程で完全には分解されない。人工エストロゲンの淡水生態系への投入は、魚類や両生類の個体群に影響を与える。カナダ・オンタリオ州の実験湖では、低濃度のEEに7年間慢性的に曝された結果、ファットヘッド・ミノウ（コイ科の魚）の個体群が崩壊した。EEは雌魚の卵形成を変化させ、雄魚を雌性化させ、卵の成熟に関連するタンパク質であるビテロゲニンを生成し、未成熟の卵を産むようになった。両生類では、EEへの曝露により、孵化の成功率が低下し、生殖腺の発達が変化する。ホルモンへの暴露は、遺伝子にコード化されているものであっても、カエルの生殖腺の発達を変化させる。ミンクガエルの研究では、実験的にEEに曝されたものは、EEに曝されていないものよりも間性のオタマジャクシが多く、アオガエルでは孵化の成功率が大幅に低下した。

## 化学的特徴
EEは、17α-エチニルエストラジオールまたは17α-エチニルエストラ-1,3,5(10)-トリエン-3,17β-ジオールとしても知られており、エストラジオールのC17α位をエチニル基で置換した合成エストランステロイドであり、エストラジオールの誘導体である。エストラジオールを17α-エチニル化してEEを作る事は、テストステロンを17α置換してエチステロン（17α-エチニルテストステロン）やノルエチステロン（17α-エチニル-19-ノルテストステロン）などの17α-エチニル化プロゲスチンや、メチルテストステロン（17α-メチルテストステロン）などの17α-アルキル化アンドロゲン／アナボリックステロイドなどのテストステロン誘導体を作る事と類似している。

## 参考資料
1. 1 2  “Pharmacokinetics of ethinyl estradiol and mestranol”. American Journal of Obstetrics and Gynecology 163 (6 Pt 2):  2114–9. (1990). doi:10.1016/0002-9378(90)90550-Q. PMID 2256522.
2. ↑  “An overview of the development of combined oral contraceptives containing estradiol: focus on estradiol valerate/dienogest”. Gynecological Endocrinology 28 (5):  400–8. (2012). doi:10.3109/09513590.2012.662547. PMC 3399636. PMID 22468839.
3. ↑  “Bioavailability of orally administered sex steroids used in oral contraception and hormone replacement therapy”. Contraception 54 (2):  59–69. (August 1996). doi:10.1016/0010-7824(96)00136-9. PMID 8842581.
4. ↑  Facts and Comparisons (Firm); Ovid Technologies, Inc (2005). Drug Facts and Comparisons 2005: Pocket Version. Facts and Comparisons. p. 121. ISBN 978-1-57439-179-4
5. ↑  Micromedex (1 January 2003). USP DI 2003: Drug Information for Healthcare Professionals. Thomson Micromedex. pp. 1253, 1258, 1266. ISBN 978-1-56363-429-1
6. 1 2  Claude L Hughes; Michael D. Waters (23 March 2016). Translational Toxicology: Defining a New Therapeutic Discipline. Humana Press. pp. 73–. ISBN 978-3-319-27449-2
7. 1 2 3 4 5 6 7 8 9 10 11 12 13 14  “Pharmacology of estrogens and progestogens: influence of different routes of administration”. Climacteric 8 Suppl 1:  3–63. (2005). doi:10.1080/13697130500148875. PMID 16112947.
8. 1 2 3 4 5 6 7 8 9 10 11 12 13 14 15 16 17 18 19 20 21 22 23 24 25 26 27 28 29 30 31  Michael Oettel; Ekkehard Schillinger (6 December 2012). Estrogens and Antiestrogens II: Pharmacology and Clinical Application of Estrogens and Antiestrogen. Springer Science & Business Media. pp. 4,10,15,165,247–248,276–291,363–408,424,514,540,543,581. ISBN 978-3-642-60107-1. "The binding affinity of EE2 for the estrogen receptor is similar to that of estradiol. [...] During daily intake, the EE2 levels increase up to a steady state which is reached after about 1 week."
9. 1 2 3 4 5 6  “Ethinyl estradiol and 17β-estradiol in combined oral contraceptives: pharmacokinetics, pharmacodynamics and risk assessment”. Contraception 87 (6):  706–27. (2013). doi:10.1016/j.contraception.2012.12.011. PMID 23375353.
10. ↑  Shellenberger, T. E. (1986). “Pharmacology of estrogens”. The Climacteric in Perspective. pp. 393–410. doi:10.1007/978-94-009-4145-8_36. ISBN 978-94-010-8339-3. "Ethinyl estradiol is a synthetic and comparatively potent estrogen. As a result of the alkylation in 17-C position it is not a substrate for 17β dehydrogenase, an enzyme which transforms natural estradiol-17β to the less potent estrone in target organs."
11. ↑  J. Elks (14 November 2014). The Dictionary of Drugs: Chemical Data: Chemical Data, Structures and Bibliographies. Springer. pp. 522–. ISBN 978-1-4757-2085-3
12. ↑  “Drugs@FDA: FDA Approved Drug Products”.   United States Food and Drug Administration. 2016年12月22日閲覧。
13. ↑  Fischer, Janos; Ganellin, C. Robin (2006) (英語). Analogue-based Drug Discovery. John Wiley & Sons. p. 482. ISBN 9783527607495
14. ↑  J.G. Gruhn; R.R. Kazer (11 November 2013). Hormonal Regulation of the Menstrual Cycle: The Evolution of Concepts. Springer Science & Business Media. pp. 185–. ISBN 978-1-4899-3496-3. "In 1964, ethinyl estradiol was introduced as an alternative to mestranol as the estrogenic component, [...]"
15. ↑  “Oral contraception”. Med Clin North Am 99 (3):  479–503. (2015). doi:10.1016/j.mcna.2015.01.004. PMID 25841596.
16. ↑  Donna Shoupe; Florence P. Haseltine (6 December 2012). Contraception. Springer Science & Business Media. pp. 112–. ISBN 978-1-4612-2730-4
17. ↑  Hamoda, Panay, Arya, Savvas, H, N, R (2016). “The British Menopause Society & Women's Health Concern 2016 recommendations on hormone replacement therapy in menopausal women”. Post Reproductive Health 22 (4):  165–183. doi:10.1177/2053369116680501.
18. ↑  “The use of high-dose estrogens for the treatment of breast cancer”. Maturitas 95:  11–23. (January 2017). doi:10.1016/j.maturitas.2016.10.010. PMID 27889048.
19. ↑  “Menopausal Hormone Therapy and Cancer Risk”.   American Cancer Society (2015年2月13日). 2021年9月15日閲覧。
20. 1 2 3  “ヤーズフレックス配合錠 添付文書”. www.info.pmda.go.jp. 2021年9月14日閲覧。
21. 1 2  “プロセキソール錠0.5mg 添付文書”. www.info.pmda.go.jp. 2021年9月14日閲覧。
22. 1 2  “アンジュ21錠／アンジュ28錠 添付文書”. www.info.pmda.go.jp. 2021年9月14日閲覧。
23. 1 2  “ジェミーナ配合錠 添付文書”. www.info.pmda.go.jp. 2021年9月14日閲覧。
24. 1 2  “プラノバール配合錠 添付文書”. www.info.pmda.go.jp. 2021年9月14日閲覧。
25. 1 2  “マーベロン21／マーベロン28 添付文書”. www.info.pmda.go.jp. 2021年9月14日閲覧。
26. 1 2  “ルナベル配合錠LD／ルナベル配合錠ULD 添付文書”. www.info.pmda.go.jp. 2021年9月14日閲覧。
27. ↑  Gallo, MF; Nanda, K; Grimes, DA; Lopez, LM; Schulz, KF (1 August 2013). “20 µg versus 20 µg estrogen combined oral contraceptives for contraception.”. Cochrane Database of Systematic Reviews (8):  CD003989. doi:10.1002/14651858.CD003989.pub5. PMC 7173696. PMID 23904209.
28. 1 2 3 4 5 6 7 8 9 10 11 12  Jeffrey K. Aronson (21 February 2009). Meyler's Side Effects of Endocrine and Metabolic Drugs. Elsevier. pp. 177, 219, 223, 224, 230, 232, 239, 242. ISBN 978-0-08-093292-7
29. ↑  Kenneth L. Becker (2001). Principles and Practice of Endocrinology and Metabolism. Lippincott Williams & Wilkins. pp. 1027. ISBN 978-0-7817-1750-2
30. ↑  Gregory Pincus (22 October 2013). Hormones and Atherosclerosis: Proceedings of the Conference Held in Brighton, Utah, March 11-14, 1958. Elsevier Science. pp. 411–. ISBN 978-1-4832-7064-7
31. 1 2  “Plasma testosterone: an accurate monitor of hormone treatment in prostatic cancer”. Br J Urol 45 (6):  668–77. (December 1973). doi:10.1111/j.1464-410x.1973.tb12238.x. PMID 4359746.
32. 1 2 3  Ekback, Maria Palmetun (2017). “Hirsutism, What to do?” (PDF). International Journal of Endocrinology and Metabolic Disorders 3 (3). doi:10.16966/2380-548X.140. ISSN 2380-548X.
33. 1 2 3  Eberhard Nieschlag; Hermann M. Behre; Susan Nieschlag (26 July 2012). Testosterone: Action, Deficiency, Substitution. Cambridge University Press. pp. 62–. ISBN 978-1-107-01290-5
34. 1 2  IARC Working Group on the Evaluation of Carcinogenic Risks to Humans; World Health Organization; International Agency for Research on Cancer (2007). Combined Estrogen-progestogen Contraceptives and Combined Estrogen-progestogen Menopausal Therapy. World Health Organization. pp. 157, 433–. ISBN 978-92-832-1291-1
35. ↑  “Preclinical characterization of a novel diphenyl benzamide selective ERα agonist for hormone therapy in prostate cancer”. Endocrinology 153 (3):  1070–81. (2012). doi:10.1210/en.2011-1608. PMID 22294742.
36. ↑  “Hormonal contraceptives for acne management”. Cutis 81 (1 Suppl):  13–8. (2008). PMID 18338653.
37. 1 2  Stephen J. Winters; Ilpo T. Huhtaniemi (25 April 2017). Male Hypogonadism: Basic, Clinical and Therapeutic Principles. Humana Press. pp. 307–. ISBN 978-3-319-53298-1
38. ↑  “Nomegestrol acetate/estradiol: in oral contraception”. Drugs 72 (14):  1917–28. (2012). doi:10.2165/11208180-000000000-00000. PMID 22950535.
39. 1 2  “Treatment of advanced prostatic cancer with parenteral cyproterone acetate: a phase III randomised trial”. Br J Urol 52 (3):  208–15. (1980). doi:10.1111/j.1464-410x.1980.tb02961.x. PMID 7000222.
40. 1 2  “Clinical pharmacology of polyestradiol phosphate”. Prostate 13 (4):  299–304. (1988). doi:10.1002/pros.2990130405. PMID 3217277.
41. ↑  “Suppression of plasma androgen levels with a combination therapy of depot-estrogen (Turisteron) and Dexamethasone in patients with prostatic cancer”. Exp. Clin. Endocrinol. 94 (3):  239–43. (1989). doi:10.1055/s-0029-1210905. PMID 2630306.
42. 1 2 3  J. Larry Jameson; Leslie J. De Groot (18 May 2010). Endocrinology - E-Book: Adult and Pediatric. Elsevier Health Sciences. pp. 2282–. ISBN 978-1-4557-1126-0
43. ↑  Louis J Denis; Keith Griffiths; Amir V Kaisary; Gerald P Murphy (1 March 1999). Textbook of Prostate Cancer: Pathology, Diagnosis and Treatment: Pathology, Diagnosis and Treatment. CRC Press. pp. 297–. ISBN 978-1-85317-422-3
44. ↑  “Hormonal Therapy of Prostatic Cancer”. Cancer 45 Suppl 7:  1929–1936. (April 1980). doi:10.1002/cncr.1980.45.s7.1929. PMID 29603164.
45. ↑  “Oral contraceptives: therapeutics versus adverse reactions, with an outlook for the future I”. J Pharm Sci 62 (2):  179–200. (February 1973). doi:10.1002/jps.2600620202. PMID 4568621.
46. ↑  N. Rietbrock; A.H. Staib; D. Loew (11 March 2013). Klinische Pharmakologie: Arzneitherapie. Springer-Verlag. pp. 426–. ISBN 978-3-642-57636-2
47. ↑  Elger, Walter (1972). “Physiology and pharmacology of female reproduction under the aspect of fertility control”. Reviews of Physiology Biochemistry and Experimental Pharmacology, Volume 67. Ergebnisse der Physiologie Reviews of Physiology. 67. pp. 69–168. doi:10.1007/BFb0036328. ISBN 3-540-05959-8. PMID 4574573
48. ↑  Bastianelli, Carlo; Farris, Manuela; Rosato, Elena; Brosens, Ivo; Benagiano, Giuseppe (2018). “Pharmacodynamics of combined estrogen-progestin oral contraceptives 3. Inhibition of ovulation”. Expert Review of Clinical Pharmacology 11 (11):  1085–1098. doi:10.1080/17512433.2018.1536544. ISSN 1751-2433. PMID 30325245.
49. ↑  Jorge Martinez-Manautou; Harry W. Rudel (1966). “Antiovulatory Activity of Several Synthetic and Natural Estrogens”. In Robert Benjamin Greenblatt. Ovulation: Stimulation, Suppression, and Detection. Lippincott. pp. 243–253. ISBN 9780397590100
50. ↑  Herr, F.; Revesz, C.; Manson, A. J.; Jewell, J. B. (1970). “Biological Properties of Estrogen Sulfates”. Chemical and Biological Aspects of Steroid Conjugation. pp. 368–408. doi:10.1007/978-3-642-49793-3_8. ISBN 978-3-642-49506-9
51. ↑  “Comparative studies of the ethynyl estrogens used in oral contraceptives. II. Antiovulatory potency”. Am. J. Obstet. Gynecol. 122 (5):  619–24. (July 1975). doi:10.1016/0002-9378(75)90061-7. PMID 1146927.
52. ↑  “Comparison of pharmacodynamic properties of various estrogen formulations”. Am. J. Obstet. Gynecol. 144 (5):  511–8. (November 1982). doi:10.1016/0002-9378(82)90218-6. PMID 6291391.
53. 1 2 3  Andrew N. Margioris; George P. Chrousos (20 April 2001). Adrenal Disorders. Springer Science & Business Media. pp. 84–. ISBN 978-1-59259-101-5
54. 1 2 3  “Effects of gonadal androgens and oestrogens on adrenal androgen levels”. Clin. Endocrinol. (Oxf) 43 (4):  415–21. (October 1995). doi:10.1111/j.1365-2265.1995.tb02611.x. PMID 7586614.
55. ↑  “Contraception orale estro-progestative: quelle différence entre éthinylestradiol et estradiol? [Oral combined contraception: is there any difference between ethinyl-estradiol and estradiol?]” (フランス語). Gynecol Obstet Fertil 40 (2):  109–15. (February 2012). doi:10.1016/j.gyobfe.2011.10.009. PMID 22244780.
56. ↑  Wang, Bonnie; Sanchez, Rosa I.; Franklin, Ronald B.; Evans, David C.; Huskey, Su-Er W. (November 2004). “The involvement of CYP3A4 and CYP2C9 in the metabolism of 17 alpha-ethinylestradiol”. Drug Metabolism and Disposition 32 (11):  1209–1212. doi:10.1124/dmd.104.000182. ISSN 0090-9556. PMID 15304426.
57. 1 2 3 4 5 6 7 8 9  “Pharmacokinetic drug interactions involving 17alpha-ethinylestradiol: a new look at an old drug”. Clin Pharmacokinet 46 (2):  133–57. (2007). doi:10.2165/00003088-200746020-00003. PMID 17253885.
58. 1 2 3  Kidd, Karen A.; Blanchfield, Paul J.; Mills, Kenneth H.; Palace, Vince P.; Evans, Robert E.; Lazorchak, James M.; Flick, Robert W. (2007-05-22). “Collapse of a fish population after exposure to a synthetic estrogen” (英語). Proceedings of the National Academy of Sciences 104 (21):  8897–8901. Bibcode: 2007PNAS..104.8897K. doi:10.1073/pnas.0609568104. ISSN 0027-8424. PMC 1874224. PMID 17517636.
59. 1 2 3  Park, Bradley J.; Kidd, Karen (2005). “Effects of the synthetic estrogen ethinylestradiol on early life stages of mink frogs and green frogs in the wild and in situ” (英語). Environmental Toxicology and Chemistry 24 (8):  2027–2036. doi:10.1897/04-227R.1. ISSN 1552-8618. PMID 16152976.